# 稲垣立男
稲垣 立男（いながき たつお　1962年7月3日 - ）は日本の美術家。
兵庫県立神戸高等学校を経て、1988年多摩美術大学美術学部絵画学科卒業、1990年多摩美術大学大学院美術研究科修士課程修了。稚内北星学園大学助教授を経て、2007年より法政大学国際文化学部准教授、2009年より同大学教授。
稲垣立男のプロジェクトは 基本的に他者との共同作業を伴う。これまで実施したプロジェクトは、地域の人々とのコラボレーションであり、その地域に特有の形となっている。近年は子供たちとのワークショップを実施する機会も多く、2005年からは各財団の助成により、「美術館における未就学児のための鑑賞教育プログラムの研究」に取り組んでおり、各地の美術館で実施している子供のためのワークショップの調査や実際のプログラムの開発など行っている。
これまでに日本をはじめ、メキシコ、トルコ、フランス、ドイツ、スウェーデン、ノルウェー、韓国、フィリピン、タイ、オーストラリアなどで地域コミュニティと共同のプロジェクトを行っている。2001 年にはロサンゼルス・インターナショナル・アート・ビエンナーレに参加。2000 年にはロンドン大学ロイヤルホロウェイ校ランゲージ・センターのパブリック・アート・プロジェクトのための制作を依頼された。